# أنصت إلى قلبك (أغنية)
أنصت إلى قلبك (Listen to Your Heart) هي أغنية لفرقة موسيقى البوب السويدية روكسيت، تم إصدارها في السويد في سبتمبر 1988 كأغنية ثانية لألبوم الفرقة الثاني Look Sharp!. تعد الأغنية من تأليف بير جيسل وعازف الجيتار السابق جيلين تيدر ماتس بيرسون. أصبحت الأغنية واحدة من أنجح الأغاني لعام 1989، حيث تربعت عرش التصنيف في كل من الولايات المتحدة وكندا. كما صنفت أول أغنية منفردة تصل قائمة التصنيف في الولايات المتحدة.
بمجرد صدورها في أكتوبر 1989 بلغت الأغنية ذروة التصنيف لتحتل المرتبة 62 في المملكة المتحدة. بعد نجاح أغنية "لا شك أن هذا هو الحب"، أعيد إصدار أغنية انصت إلى قلبك في آب / أغسطس 1990 لتحتل المرتبة السادسة في تصنيف المملكة المتحدة للأغاني المنفردة.
في عام 2005، أصدرت فرقة دي إتش تي البلجيكية نسخة عصرية للأغنية، والتي احتلت المراتب ال10 الأولى في العديد من الدول، بما في ذلك فرنسا وهولندا والمملكة المتحدة والولايات المتحدة.